# 2000 QA243
2000 QA243, também escrito como 2000 QA243, é um objeto transnetuniano (TNO) que está localizado no cinturão de Kuiper, uma região do Sistema Solar. Este corpo celeste é classificado como um cubewano. Ele possui uma magnitude absoluta (H) de 7,1 e, tem um diâmetro estimado com cerca de 167 km.

## Descoberta
2000 QA243 foi descoberto no dia 25 de agosto de 2000 pelos astrônomos R. L. Millis e L. H. Wasserman.

## Órbita
A órbita de 2000 QA243 tem uma excentricidade de 0.000 e possui um semieixo maior de 43.270 UA. O seu periélio leva o mesmo a uma distância de 43.270 UA em relação ao Sol e seu afélio a 43.270 UA.